# OP (financiële instelling)
OP (OP-Pohjola Group) is een Finse, coöperatieve, financiële instelling.
Het bedrijf is verdeeld in drie sectoren: bankbedrijf, schadeverzekering en vermogensbeheer. Bij de coöperatie zijn 195 banken in vier verschillende landen aangesloten. De OP Yrityspankki Oyj bank in Helsinki fungeert als centrale bank voor de groep. Pohjola Bank plc is een van de dochterondernemingen. In Nederland werkt Equens samen met deze groep. De naam Pohjola betekent zoveel als 'het noorden', een aanduiding met een mythische lading. Vanaf het begin van 2015 is de naam gewijzigd van OP-Pohjola in OP.
In 2014 kondigde OP aan dat ze van plan zijn om uit te breiden in gezondheid en welzijn. Ze runnen een ziekenhuis in de regio Helsinki, maar ze waren van plan om spoedig nieuwe ziekenhuizen te openen onder het merk Pohjola, dat niet langer wordt gebruikt voor het bankwezen.

## Externe link

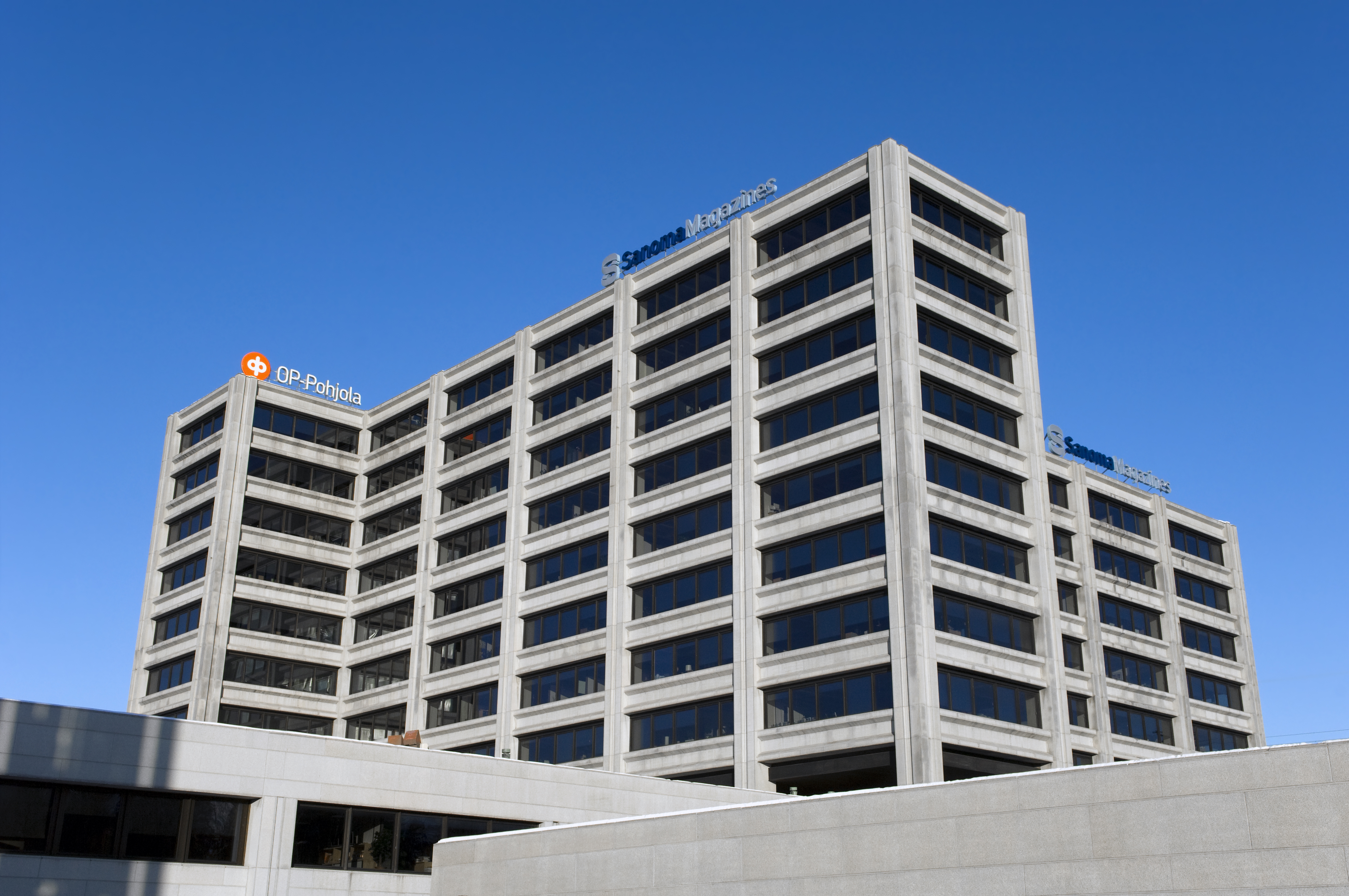
voormalig hoofdkantoor in Helsinki